# Mepronil
Mepronil ist eine chemische Verbindung aus der Gruppe der Benzanilide. Die Verbindung wurde von Kumiai Chemical Industry als Fungizid eingeführt.

## Gewinnung und Darstellung
Mepronil kann durch Reaktion von 2-Methylbenzylchlorid und m-Isopropoxyanilin (m-Aminophenol + Isopropylbromid) gewonnen werden.

## Verwendung
Mepronil wird gegen Reisbrand, Sclerotium rolfsii, Pflaumenrost, Rhizoctonia solani und andere Schadpilze verwendet.
Mepronil gehört zu den Succinat-Dehydrogenase-Hemmern und hat nie eine große Marktbedeutung erlangt.

## Zulassung
In den Staaten der EU und in der Schweiz sind keine Pflanzenschutzmittel mit diesem Wirkstoff zugelassen.